# Unterseeboot U-68 (1915)
Pour les autres navires du même nom, voir Unterseeboot 68.
L'Unterseeboot U-68 est un sous-marin de type U 66 de la marine impériale allemande pendant la Première Guerre mondiale. Il avait été mis en chantier en décembre 1913 en tant que U-9 de la classe U 7 pour la marine austro-hongroise (en allemand : Kaiserliche und Königliche Kriegsmarine ou K.u. K. Kriegsmarine) mais il fut vendu à l’Allemagne, avec les autres navires de sa classe, en novembre 1914. Sous contrôle allemand, la classe est devenue connue sous le nom de type U 66 et les bateaux ont été renumérotés. L'U-9 est devenu l'U-68. Il a été redessiné et reconstruit selon les spécifications allemandes. Il fut lancé en juin 1915 et mis en service en août.
Six jours après le début de sa première patrouille de guerre, le 22 mars 1916, l'U-68 a été coulé par le Farnborough, un Q-ship britannique, avec tout son équipage. L'U-68 n’a coulé aucun navire au cours de sa brève carrière. Une étude allemande d’après-guerre a révélé que le capitaine de l'U-68 n’avait pas suivi les procédures établies pour éviter les navires leurres.

## Conception
Après avoir évalué trois modèles de sous-marins étrangers, la marine austro-hongroise a sélectionné le modèle Germaniawerft 506d, également connu sous le nom de type UD, pour sa nouvelle classe U 7 de cinq sous-marins. La marine commande cinq bateaux le 1er février 1913.
La classe U 7 était considérée par la marine austro-hongroise comme une version améliorée de sa classe U 3, qui était également une conception Germaniawerft. Tels qu’ils étaient conçus pour la marine austro-hongroise, les bateaux devaient avoir un déplacement de 695 tonnes en surface et 885 tonnes en immersion. Les bateaux à double coque devaient mesurer 69,50 mètres de longueur hors tout, avec une largeur de 6,30 mètres et un tirant d'eau de 3,79 mètres. Les spécifications autrichiennes prévoyaient deux arbres d'hélice entraînés par deux moteurs Diesel de 2300 ch (1692 kW) au total pour une vitesse en surface allant jusqu’à 17 nœuds (31 km/h) et par deux moteurs électriques de 1240 ch (910 kW) au total pour un une vitesse maximum de 11 nœuds (20 km/h) en immersion. Les bateaux ont été conçus avec cinq tubes lance-torpilles de 45 cm, quatre à l’avant, un à l’arrière. L’armement des bateaux devait également inclure un canon de pont L/26 de 6,6 cm.
L'U-9 fut mis en chantier le 31 décembre 1913, le troisième des bateaux de classe U 7. Sa construction devait être terminée dans un délai de 29 à 33 mois. Ni l'U-9 ni aucun de ses sister-ships n’étaient terminés lorsque la Première Guerre mondiale a éclaté en août 1914. Avec les bateaux en construction à Kiel, les Autrichiens sont devenus convaincus qu’il serait impossible d’en prendre livraison, car ils devraient être remorqués dans la mer Méditerranée en passant par Gibraltar, un territoire britannique. En conséquence, l'U-9 et ses quatre sister-ships ont été vendus à la marine impériale allemande le 28 novembre 1914.
L'U-9 a été renuméroté par les Allemands U-68 lorsque sa classe a été rebaptisée type U 66. La marine impériale allemande a fait redessiner et reconstruire les sous-marins selon les normes allemandes, ce qui a augmenté le déplacement de 96 tonnes en surface et de 48 tonnes en immersion. La dotation en torpilles a été augmentée d’un tiers, passant de 9 à 12, et le canon de pont a été remplacé, passant du canon de 6,6 cm initialement spécifié à un canon de 8,8 cm SK L/30.

## Carrière
L'U-68 a été lancé le 1er juin 1915. Le 17 août, il est mis en service dans la marine impériale allemande sous le commandement du Kapitänleutnant Ludwig Güntzel, un nouveau commandant de sous-marin. Le 29 novembre, l'U-68 est affecté à la IV. U-Halbflotille.
L'U-68 quitta l’Ems le 16 mars 1916 pour commencer sa première patrouille de guerre. Se dirigeant vers la zone d’opération qui lui avait été assignée, au large de la côte ouest de la Grande-Bretagne, Güntzel et l'U-68 rencontrèrent le HMS Farnborough, un Q-ship britannique apparemment non armé, sous le commandement de Gordon Campbell. Vers 7 h 00, l'U-68 a tiré une torpille sur le Farnborough et a manqué de peu la proue du navire. Le Farnborough continua la supercherie et continua à la même vitesse et sur sa même route. À 7 h 20, l'U-68 fait surface à environ 910 m à l’arrière du Farnborough, se dirige vers le flanc bâbord du navire et tire un coup de canon à travers la proue du Q-ship.
Le Farnborough s’arrêta et mit un canot à la mer pour simuler une reddition. Alors que l'U-68 s’approchait à 730 m, le Farnborough hissa le White Ensign, découvrit ses canons et ouvrit le feu avec trois de ses cinq canons de 12 livres (76 mm). Plusieurs des 21 obus rapidement tirés sur le sous-marin par les artilleurs britanniques ont touché au but. Alors que l'U-68 commençait à couler, Campbell dirigea le Farnborough au-dessus de l’emplacement de l'U-68 et largua une grenade anti-sous-marine qui souffla la proue du sous-marin hors de l’eau. Alors que l'U-68 commençait à couler par la poupe, les artilleurs du Farnborough ont mis au but cinq autres coups sur le kiosque du sous-marin. L'U-68 coule, avec la perte des 38 hommes à bord, à la position 51° 54′ N, 10° 53′ O au large de Dingle dans le sud de l’Irlande. L'U-68 n’aura coulé aucun navire au cours de sa brève carrière.
Une étude allemande d’après-guerre a mis en cause le commandant de l'U-68, le Kptlt. Güntzel, pour ne pas avoir suivi les procédures établies pour traiter les navires battant pavillon neutre afin d’éviter les navires leurres comme le Farnborough. Selon le rapport, Güntzel avait enfreint presque toutes les règles en s’approchant du Farnborough. Cependant, le Kommodore Hermann Bauer, le commandant des sous-marins allemands de haute mer, rapporte dans ses mémoires d’après-guerre que Güntzel était un capitaine inexpérimenté et n’avait pas, contrairement à la pratique habituelle, été d’abord envoyé en mer sous la direction d’un capitaine de sous-marin plus expérimenté pour acquérir de l’expérience.

## Affectations
- IVe flottille : du 28 novembre 1915 au 22 mars 1916.

## Commandants
- Kptlt. Ludwig Güntzel[8] : du 17 août 1915 au 22 mars 1916.